# Jiří Hána
Jiří Hána (* 20. září 1974 Plzeň) je český numismatik, zakladatel a první předseda České numismatické společnosti, pobočky Pražské groše (2008 - 2014), člen Výboru České numismatické společnosti (2002 - 2014), od r. 2019 předseda ČNS, pob. v Plzni. Badatelskou pozornost věnuje především grošovému období, vývoji mincovní techniky i obecné numismatice.
Studie věnoval značkám na pražských groších (Rubní značky pražských grošů, Domažlice 1998), chronologii a typologii pražských grošů Václava IV. (Pražské groše Václava IV. z let 1378 - 1419, Plzeň 2003), chronologicko-typologické problematice drobné mince grošového období (Obrazové analogie na mincích – příspěvek k typologii českých peněz se lvem a čtyřrázem, in: Pavel Radoměrský – Sborník numismatických studií k 75. výročí narození, Praha 2002; Západo- a jihočeská mincovní privilegia druhé poloviny 15. století (K problémům identifikace mincovní produkce) Sborník Západočeského muzea v Plzni, řada Historie, XVII / 2004; Haléře „Rotlevovy“ a „Kaplířovy“ - příspěvek k chronologii české drobné mince z let 1346 - 1384, Numismatický sborník 20/2005) nebo historickému vývoji technologie výroby mincí (Technické aspekty vývoje středoevropského mincovnictví do konce 19. století, Plzeň 2007).